# Rodolfo VI de Baden-Baden
Rodolfo VI de Baden (m. 21 de marzo de 1372) fue margrave de Baden-Baden y conde de Eberstein desde 1353 hasta 1372.

## Vida
Era el hijo mayor de Federico III y Margarita de Baden. Bajo Rodolfo VI, Baden se unió de nuevo en 1361, puesto que las otras líneas se agotaron. Bajo su gobierno, los margraves de Baden fueron reconocidos por vez primera como princeps regni (Reichsfürst).

## Matrimonio y descendencia
Se casó con Matilde de Sponheim, hija del conde Juan III de Sponheim y tuvieron los descendientes siguientes:
1. Bernardo I de Baden-Baden (1364–5 de abril de 1431, Baden).
2. Rodolfo  VII de Baden-Baden  (m. 1391).
3. Matilde (m. 3 de agosto de 1425, Schleusingen), se casó el 4 de julio de 1376 con el conde Enrique de Henneberg.